# Teatro Alí Gómez García
El Teatro Alí Gómez García antes llamado Casa Cultural Alí Gómez García y alternativamente Pequeño Teatro La Vega, es una espacio dispuesto para las representaciones teatrales y culturales localizado en el Bulevar de la Vega, en la Parroquia La Vega en el pleno centro del Municipio Libertador de Caracas y al oeste del Distrito Metropolitano de Caracas, al centro norte del país sudamericano de Venezuela.
Fundado en 1992 teniendo inicialmente una propiedad particular de una familia local, hasta que fue adquirido y reinaugurado por las autoridades municipales de Caracas y reabierto en el año 2014 con motivo de la celebración del Festival de Teatro de Caracas.
Es fácil acceder al sitio desde la estación La Paz de la línea 2 del metro de Caracas.